# 位势高度
位势高度（英語：geopotential height）是气象学中使用的一种假想高度，指与大气中某一点的重力位势（单位质量的空气相对于平均海平面的势能）成正比的高度，单位为位势米。与几何高度相比，位势高度不需再考虑重力随纬度与高度的变化。气象学中通常使用的等压面图上的等高线即为等位势高度线。
在某一高度h处，重力位势的定义为
{\displaystyle \Phi (h)=\int _{0}^{h}g(\phi ,z)\,dz\,,}
其中{\displaystyle g(\phi ,z)}为该处的重力加速度，{\displaystyle \phi }为纬度，{\displaystyle z}为几何高度。于是，位势高度即为
{\displaystyle {Z_{g}}(h)={\frac {\Phi (h)}{g_{0}}}\,,}
其中{\displaystyle g_{0}}为平均海平面上的标准重力。